# Per Palle Storm
Per Palle Storm (1 de diciembre de 1910-6 de enero de 1994) fue un escultor noruego nacido en Dinamarca que además se desempeñó como profesor en Academia Nacional de Bellas Artes de Noruega.

## Biografía
Hijo de Hans Peter Blix Storm, un hombre de negocios que sirvió como Cónsul noruego y Ellen von Müllen, nació en Copenhagen y se crío en Argentina. Storm creció en Buenos Aires donde fue estudiante de los escultores Bartolomé Tasso y Urbici Solér (1927–29). Posteriormente estudió en la Academia Nacional de Bellas Artes de Noruega bajo Wilhelm Rasmussen (1930–33) y en Alemania, España, Francia e Italia. En 1947 se convirtió el mismo en profesor de la mencionada Academia, una posición que mantuvo hasta 1980.
En 1939, Storm ganó la competencia para realizar la estatua del esquiador olímpico Thorleif Haug que fue erigida en Drammen. En 1952, el magnate Thomas Fearnley, miembro del Comité Olímpico Internacional, le encargó diseñar el premio Fearnley (Fearnleys olympiske ærespris) en conexión con los Juegos Olímpicos de Oslo 1952. Storm también realizó el diseño de la serie monetaria del Rey Olaf V de Noruega acuñada entre 1958 y 1973.
Entre sus esculturas se encuentra Arbeiderbevegelsens pionerer emplazada en la Youngstorget en Oslo durante 1958. También diseñó seis esculturas de bronce (Handenlangeren, Elektrikeren y Steinhoggeren 1950, Mureren 1951, Tømmermannen 1954, Steinbryteren 1960) situadas en el exterior del Ayuntamiento de Oslo y diversos memoriales de la Segunda Guerra Mundial.
Se le concedió la Medalla al Mérito Real (Kongens fortjenstmedalje) en 1950. En 1980 fue condecorado como Caballero en primera clase de la Orden de San Olaf y Caballero de la Orden de Dannebrog.

## Vida personal
Se casó con Ingeborg Aasengen Dal f. Amundsen (1903–1991) en 1948. En 1993 fundó la Ingeborg og Per Palle Storms Legat, fundación cuyos premios, los Ingeborg og Per Palle Storms ærespris, se entregan con el propósito de acomodar a escultores viviendo en Noruega.

## Obras
- Minnesmerke over falne fra Sarpsborg, Tune, Skjeberg og Varteig (1946–1948) Kulåsparken, Sarpsborg
- Statsråd Sven Oftedal (1950) Sven Oftedals plass, Stavanger
- Kong Haakon VII (1950–1951) Torget, Kristiansand
- Krigsminnesmerke (1952) Ris kirke, Oslo
- Mann som drikker (1958) Kronprinsesse Märthas plass, Oslo
- Kong Haakon VII (1967–1969) Rådhusparken, Tromsø